# 蒙圖爾 (紐約州)
蒙圖爾（英語：Montour）是一個位於美國紐約州斯凱勒縣的鎮。

## 人口
根據2020年美國人口普查的數據，蒙圖爾的面積為48.13平方千米，當中陸地面積為48.12平方千米，而水域面積為0.01平方千米。當地共有人口2323人，而人口密度為每平方千米48人。